# Sande kommun, Vestfold
Ej att förväxla med Sande kommun, Møre og Romsdal
Sande kommun (norska: Sande kommune) var en kommun i Vestfold fylke i Norge. Kommunens centralort var tätorten Sande. Den gränsade i norr till Drammens kommun, i öster mot Svelviks kommun och i söder och väster till Holmestrands kommun. Högsta punkt var Presteslettås, 563 m ö.h..

## Administrativ historik
Sande kommun bildades på 1830-talet, samtidigt med flertalet norska kommuner.
1966 överfördes ett område med 131 invånare till Svelviks kommun.
Som en del av kommunreformen under 2010-talet slogs Sande kommun den 1 januari 2020 samman med Holmestrands kommun som bara ett par år tidigare också slagits samman med Hofs kommun.

## Tätorter
- Berger (Huvuddelen i Svelviks kommun)
- Bjerkøya
- Ekeberg
- Klevjer
- Sande
- Selvik